# Hřmenín
Hřmenín je vesnice, část obce Markvartice v okrese Jičín. Nachází se asi 2 km na jihovýchod od Markvartic. V roce 2009 zde bylo evidováno 58 adres. V roce 2001 zde trvale žilo 60 obyvatel.
Hřmenín je také název katastrálního území o rozloze 3,61 km2.

## Historie
První písemná zmínka o obci pochází z roku 1340.

## Osobnosti
- Josef Kopal

## Pamětihodnosti
- Sousoší Kalvárie, při hřbitově
- Sloup se sochou P. Marie, při silnici
- Venkovský dům čp. 12